# Estádio de Genebra
O  Estádio de Genebra (em francês:  Stade de Genève) é o maior estádio na cidade de Genebra, Suíça. Localizado no quarteirão de La Praille foi construído em 2003 por Zschokke Construção SA depois de quase três anos de construção em previsão da realização do Campeonato Europeu de Futebol de 2008 e tem uma capacidade para  30 084 espectadores. O estádio é a casa sede do Servette Football Club, uma equipa de futebol suíço.
O estádio já acolheu jogos amigáveis internacionais entre Argentina e Inglaterra, a Novembro 12 de 2005, que ganho 3-2 pela Inglaterra; e entre a Nova Zelândia e o Brasil a 4 de Junho de 2006, que o Brasil venceu 4-0.
O local também será utilizado para acolher três jogos de grupo para grupo A fase durante o próximo Campeonato Europeu de Futebol de 2008.

## Campeonato Europeu de Futebol 2008
| Date          | Hora (UTC+1) | Equipa n°1 | Resultado | Equipe n°2 | Tour/Manga | Espectadores |
| ------------- | ------------ | ---------- | --------- | ---------- | ---------- | ------------ |
| 7 junho 2008  | 20.45        | Portugal   | 2 – 0     | Turquia    | Grupo A    | 29 016       |
| 11 junho 2008 | 18.00        | Chéquia    | 1 – 3     | Portugal   | Grupo A    | 29 016       |
| 15 junho 2008 | 20.45        | Turquia    | 3 – 2     | Chéquia    | Grupo A    | 29 016       |

## Eventos
Além dos desafios de futebol o estádio tem sido utilizado para concertos com:
- Johnny Hallyday
  - 28 e 29Jul. 2003, 57 000 lugares vendidos[2]
  - 4 Jul. 2009, 30 000 lugares vendidos
  - 2 Jun. 2012, 29 400 lugares vendidos
- The Police, Set. 2007, 25 000 lugares vendidos
- Céline Dion, juillet 2008, 24 000 lugares vendidos
- Mylène Farmer, 4 et 5 Set. 2009, 60 000 lugares vendidos
- Bruce Springsteen, 3 Jul. 2013

## Imagens

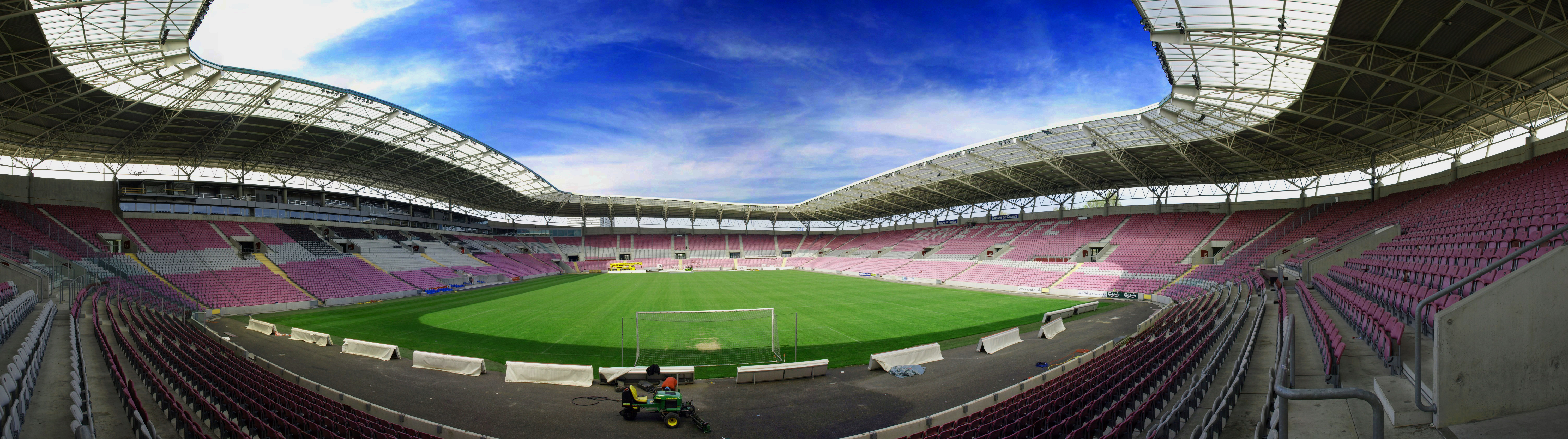
Stade de Genève